# Wilhelm von Tümpling
Wilhelm Ludwig Karl Kurt Friedrich von Tümpling (ur. 30 grudnia 1809 w Pasewalku, zm. 13 lutego 1884 w Jenie) – generał kawalerii Armii Cesarstwa Niemieckiego, uczestnik wojny prusko-austriackiej i wojny prusko-francuskiej, podczas której dowodził VI Korpusem Armijnym.

## Życiorys
Uczęszczał do Gimnazjum Berlińskie w Szarym Klasztorze, a następnie studiował na uniwersytecie w Heidelbergu. Po ich ukończeniu zdecydował się na karierę wojskową i wstąpił do Armii Królestwa Prus. W 1830 roku rozpoczął służbę w pułku Gardes du Corps, a już rok później uzyskał stopień podporucznika (niem. Sekondeleutnant). Od 1833 roku odbywał kursy w Szkole Wojennej w Berlinie, a w 1837 roku został przydzielony do Wydziału Topograficznego Sztabu Generalnego. W latach 1838-1840 był adiutantem księcia Jerzego Meklemburskiego. W 1841 roku przydzielony do Wielkiego Sztabu Generalnego, a już rok później, w stopniu rotmistrza (niem. Rittmeister), objął stanowisko w sztabie VIII Korpusus Armijnego. Po 6 latach służby w Koblencji powrócił do Sztabu generalnego. W 1849 roku major von Tümpling uczestniczył w tłumieniu powstania w Badenii pełniąc funkcję szefa sztabu 1. Dywizji Gwardii. Następnie został oficerem w 4. Pułku Dragonów, a w 1853 roku, po awansie na podpułkownika (niem. Oberstleutnant), objął tymczasowe dowództwo nad 5. Pułkiem Kirasjerów. Niespełna rok później przeniesiony na identyczne stanowisko w 1. Pułku Ułanów Gwardii. Po awansie na generała majora (niem. Generalmajor) w 1857 roku, został dowódcą 11. Brygady Kawalerii i funkcję tę pełnił do 1863 roku kiedy mianowano go oficerem dowodzącym 5. Dywizji Piechoty w stopniu generała porucznika (niem. Generalleutant). Na czele dywizji brał udział w wojnie z Danią i w wojnie prusko-austriackiej. Walczył między innymi pod Jiczynem, gdzie został ciężko ranny w udo. Za odwagę i zasługi na polu bitwy został odznaczony Orderem Pour le Mérite, a po zakończeniu konfliktu objął stanowisko gubernatora generalnego Królestwa Saksonii. Następnie awansował na stopień Ganerała kawalerii (niem. General der Kavallerie) i został generałem dowodzącym VI Korpusem Armijnym. Po wybuchu wojny z Francją jego Koprus trafił pod rozkazy księcia koronnego Fryderyka. Nie brał bezpośredniego udział w bitwie pod Sedanem, ale uczestniczył w oblężeniu Paryża na przełomie 1870 i 1871 roku. Po zakończeniu wojny pozostał na stanowisku dowódcy VI Korpusu we Wrocławiu. W 1871 roku został, przez cesarza Wilhelma I mianowany szefem 15. Pułku Dragonów. Z powodu pogarszającego się stanu zdrowia przeszedł w stan spoczynku w 1883 roku. 

## Odznaczenia
Odznaczenia gen. von Tümplinga to między innymi:
- Order Orła Czarnego na łańcuchu
- Krzyż Wielki Orderu Orła Czerwonego z liśćmi dębu i mieczami na pierścieniu
- Gwiazda Wielkiego Komtura Orderu Hohenzollernów
- Order Pour le Mérite
- Order Orła Czerwonego IV klasy z mieczami
- Order Królewski Korony II klasy
- Krzyż Żelazny I klasy
- Order Świętego Jana
- Komandor II klasy Orderu Lwa Zeryngeńskiego (Badenia)
- Krzyż Wielki Orderu Zasługi Wojskowej (Bawaria)
- Kawaler Orderu Danebroga (Dania)
- Krzyż Wielki Orderu Korony Wendyjskiej ze złotą koroną (Meklemburgia)
- Krzyż Zasługi Wojskowej II klasy (Meklemburgia)
- Komandor I klasy Order Zasługi Adolfa Nassauskiego (Nassau)
- Order Świętej Anny II klasy (Imperium Rosyjskie)
- Order Świętego Stanisława I klasy (Imperium Rosyjskie)
- Krzyż Wielki Orderu Alberta (Saksonia)
- Krzyż Wielki Orderu Zasługi Wojskowej (Wirtembergia)